# Tamaqua
Tamaqua är en kommun (borough) i Schuylkill County i Pennsylvania i USA. Vid 2020 års folkräkning hade Tamaqua 6 916 invånare.